# Grasblättrige Goldrute
Die Grasblättrige Goldrute (Euthamia graminifolia (L.) Nutt., Syn.: Solidago graminifolia (L.) Salisb.) ist eine Pflanzenart aus der Gattung Euthamia (Nutt.) Cass. in der Tribus Astereae der Familie der Korbblütler (Asteraceae).

## Beschreibung

### Vegetative Merkmale
Die Grasblättrige Goldrute ist eine ausdauernde Pflanze, die 30 bis 120 Zentimeter hoch wird. Sie hat einen kriechenden, verzweigten Wurzelstock. Die Stängel sind aufrecht und nur im oberen Teil verzweigt, die Äste stehen im spitzen Winkel ab. Die Stängel sind kahl, nur oberwärts von winzigen Trichomen rau und dicht beblättert. Sie sind rundlich, aber durch die von den Blättern herablaufenden Leisten etwas kantig. Die Laubblätter sind lineal-lanzettlich, vorn spitz, mit verschmälertem Grund sitzend, mehr oder weniger deutlich dreinervig und ganzrandig. Sie sind am Rand und auf den Nerven kurzhaarig rau, aber sonst kahl und undeutlich drüsig punktiert. Die mittleren Stängelblätter sind 5–10 Zentimeter lang und 4–7 Millimeter breit.

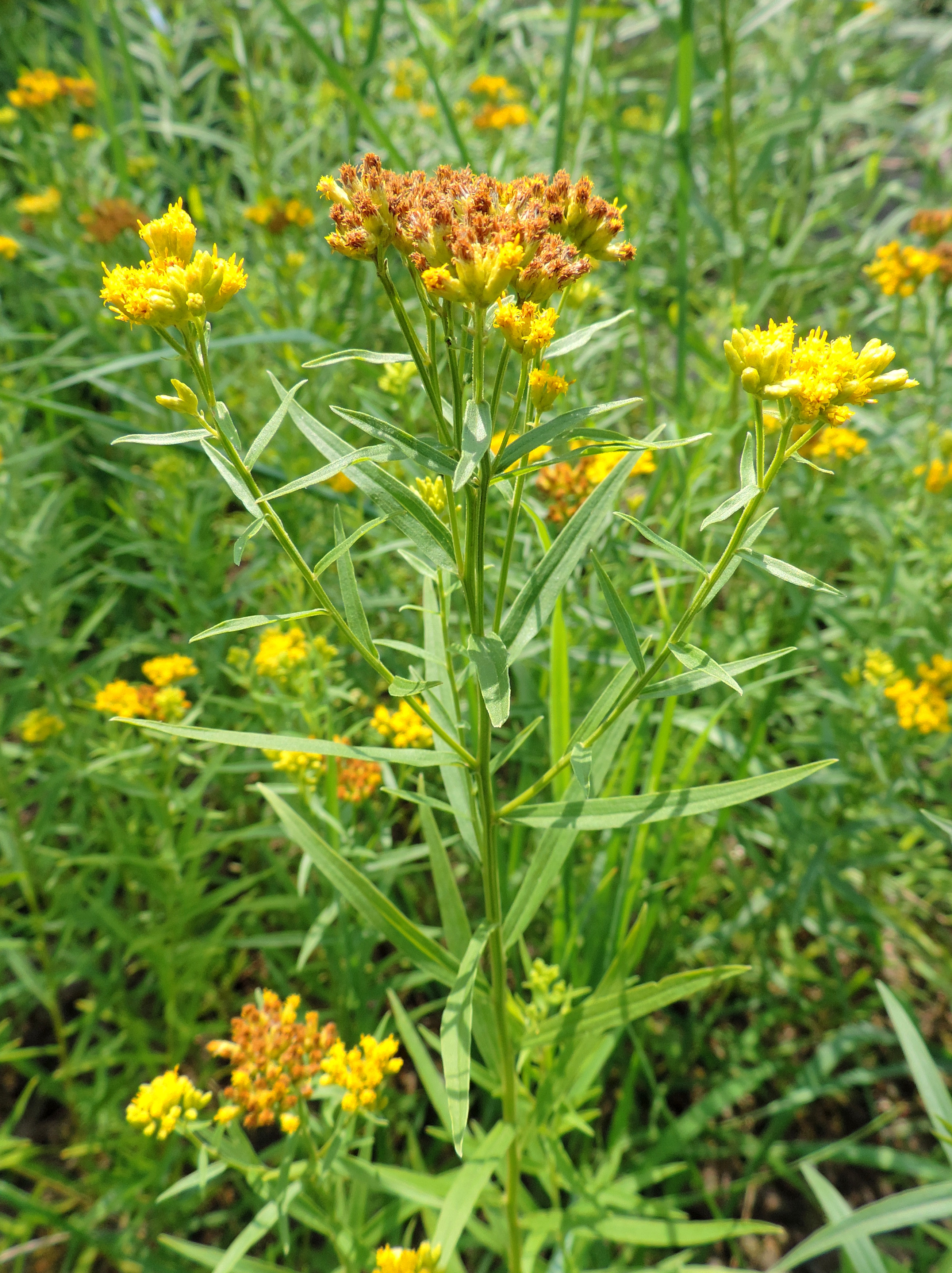
Grasblättrige Goldrute (Euthamia graminifolia)

### Generative Merkmale
Die Blütenköpfchen sind zahlreich, aber ziemlich klein; sie sind sitzend oder fast sitzend in Gruppen zu 3–7. Diese Gruppen stehen in zusammengesetzten Doldentrauben am Ende des Stängels und der Seitenäste. Die Doldentrauben der Seitenäste stehen etwa auf gleicher Höhe wie die des Hauptstängels oder sie übergipfeln den Hauptspross. Das Involucrum ist 4–5 Millimeter hoch und glockig bis kreiselförmig. Die Hüllblätter stehen mehrreihig; sie sind länglich-lanzettlich bis lineal-lanzettlich und gelblichgrün. Die Spitzen der äußeren und mittleren Hüllblätter  sind grün und etwas verdickt, ihr Rand ist trockenhäutig. Die Blüten sind goldgelb. Die etwa 20 Randblüten sind weiblich; sie haben eine etwa 2 Millimeter lange Zunge, die die Scheibenblüten kaum überragt. Die Scheibenblüten sind zwittrig. Die Achänen sind etwa 1 Millimeter lang und behaart. Der Pappus besteht aus einer Reihe haarfeiner Borsten, er ist 2,5–3 Millimeter lang und weiß.

### Chromosomenzahl
Die Chromosomenzahl ist 2n = 18 mit 0–4 B-Chromosomen.

## Vorkommen
Die Grasblättrige Goldrute ist in Nordamerika beheimatet und ist in Europa und Asien ein Neophyt. In Nordamerika kommt sie vor in Kanada und in  den nördlichen, den zentralen und den südöstlichen Staaten der USA. Sie gedeiht in Lagen zwischen 0 und 900 Metern Meereshöhe.
Sie gedeiht an Ufern und in Auenwäldern auf feuchten, nährstoffreichen Lehm- oder Tonböden. Sie ist in Mitteleuropa eine Art der Gesellschaften der Verbände Convolvulion und Aegopodion.

## Taxonomie
Die Grasblättrige Goldrute, Euthamia graminifolia (L.) Nuttall hat folgende Synonyme: Chrysocoma graminifolia L., Euthamia fastigiata Bush, Euthamia floribunda Greene, Euthamia graminifolia var. major (Michaux) Moldenke, Euthamia graminifolia var. nuttallii (Greene) Sieren, Euthamia hirtipes (Fernald) Sieren, Solidago camporum var. tricostata Lunell, Solidago graminifolia (L.) Salisbury, Solidago hirtipes Fernald, Solidago lanceolata L.
In der Schweiz wurde die Grasblättrige Goldrute in die Liste der invasiven Neophyten aufgenommen.